# Шиловка (Зеньковский район)
Шиловка (укр. Шилівка) — село,
Шиловский сельский совет,
Зеньковский район,
Полтавская область,
Украина.
Население по переписи 2001 года составляло 735 человек.
Является административным центром Шиловского сельского совета, в который, кроме того, входят сёла
Васильково,
Довбневка,
Княжева Слобода,
Маниловка,
Отрадовка,
Петровка,
Хрипки и
Ясеновое.

## Географическое положение
Село Шиловка находится на берегу реки Грунь,
выше по течению примыкает село Маниловка,
ниже по течению на расстоянии в 1,5 км расположены сёла Подозерка и Ищенковка.
Рядом проходит автомобильная дорога Т-1706.

## История
- 1764 — дата основания.[источник не указан 1285 дней]
- Есть на карте 1800 года[2]

## Экономика
- АФ «Дружба».
- «Украгросоюз», ООО.
- «Возрождение», ООО.

## Объекты социальной сферы
- Школа.
- Клуб.

## Известные люди
- Тютюнник Григорий Михайлович (1920—1961) — прозаик и поэт, родился в селе Шиловка.
- Тютюнник Григор Михайлович (1931—1980) — украинский советский писатель, родился в селе Шиловка.